# Spieltag
Spieltag ist im Sportwesen die Bezeichnung für einen definierten Abschnitt einer Meisterschaft oder Turnierform. Jeder Abschnitt besteht aus einer in der Regel gleichen Anzahl an Begegnungen und erstreckt sich dabei meistens über mehrere Kalendertage. In den allermeisten Fällen kommt jeder Teilnehmer, bzw. jede beteiligte Mannschaft, einmal pro Spieltag zum Einsatz und die einzelnen Spieltage unterscheiden sich in der Konstellation der Begegnungen der Teilnehmer/Mannschaften untereinander.
Die Finalrunden im K.-o.-System, wo nur die Gewinner einer vorherigen Runde in die nächste einziehen, werden mitunter ebenfalls als Spieltag bezeichnet.
In den Spielplänen sind auch die Kalendertage festgelegt, an denen Spiele ausgetragen werden, jedoch ist deren Bezeichnung nicht mit der des Spieltages zu verwechseln.